# Погорільчук Наталія Михайлівна
Погорільчук Наталія Михайлівна (24 червня 1973 року) — український геоморфолог, кандидат географічних наук, доцент Київського національного університету імені Тараса Шевченка.

## Біографія
Народилась 24 червня 1973 року в місті Костопіль Рівненської області. Закінчила 1995 року географічний факультет Київського університету, 1998 року аспірантуру університету. У Київському університеті працює в 1999—2002 роках інженером, молодшим науковим співробітником науково-дослідної частини географічного факультету. З 2002 року асистент, з 2008 року доцент кафедри землезнавства та геоморфології. Кандидатська дисертація «Басейнова організація мезозой-кайнозойського морфолітогенезу північного та центрального Волино-Поділля» захищена у 2002 році. Читає курси: «Геологія та геоморфологія», «Аерокосмічні методи географічних досліджень», «Тектоніка з основами неотектоніки», «Геоморфологія з основами четвертинної геології».

## Наукові праці
Сфера наукових досліджень: вивчає питання морфоструктурного аналізу, неотектонічного картографування та палеоморфоструктурних реконструкцій Волинського Полісся та інших регіонів України. Автор 30 наукових праць. Основні праці:
1. Використання космічної інформації у географічних дослідженнях. Методичні рекомендації до вивчення дисципліни «Космічне землезнавство» для студентів географічних факультетів. — К., 2008 (у співавторстві).
2. Основи мінералогії та петрографії: Навчальний посібник для виконання лабораторних робіт з курсу «Геологія загальна та історична». — К., 2008 (у співавторстві).